# Aquiles Báez
Aquiles Alejandro Báez Reyes (Caracas, Venezuela, 1 de marzo de 1964 - Aquisgrán, Alemania, 12 de septiembre de 2022), más conocido como Aquiles Báez, fue un músico, arreglista y compositor venezolano.

## Biografía
Estudió y se crio en la capital venezolana, pero pasó parte importante de su infancia en La Vela de Coro. Estos viajes de su niñez eran a una casa del siglo XVII propiedad de su familia, cercano al lugar donde Francisco de Miranda izó por primera vez la bandera de tres colores de Venezuela en 1806. Esta casa es conocida como «La Casa Azul». Es por ello que Aquiles Báez compuso una canción con ese nombre, que formó parte de su tercer disco, lo catapultó a la fama.
Comenzó a interesarse por la música gracias a Julio, su hermano mayor, quien le enseñó a tocar el cuatro. Luego tomó clases de viola, mandolina y percusión.
El final de su vida ocurrió mientras estaba en una gira denominada Europa Tour Septiembre 2022 con nuevos temas y tenía planeado recorrer 10 ciudades en países como España, Suiza, Francia, Alemania y Portugal. Adicionalmente, Báez tenía pensando lanzar un libro de sus composiciones musicales y uno de canciones cantadas y de piezas para guitarra.

## Discografía
Aquiles Báez lanzó diecisiete discos, más de 200 grabaciones discográficas con otros artistas y participó en conciertos con músicos como: Aquiles Machado, Carlos Aguirre, Dawn Upshaw, Ed Simon, Ensamble Gurrufío, Farred Haque, Giora Feidman, Ilan Chester, John Patitucci, Lucia Pulido, Luciana Souza, Luisito Quintero, Marco Granados, Mariana Baraj, Mike Marshall, Nana Vasconcelos, Oscar Stagnaro, Paquito D'Rivera, Raúl Jaurena, Richard Bona, Simón Díaz y Worlds of Guitars, entre otros.
| Disco                     | Músicos                                 |
| ------------------------- | --------------------------------------- |
| La casa azul              | Aquiles Báez                            |
| La Patilla                | Aquiles Báez ft. Anat Cohen             |
| Reflejando El Dorado      | Aquiles Báez                            |
| La Canción de Venezuela I | Aquiles Báez, Machado                   |
| La Canción de Venezuela I | Aquiles Báez, Machado y Alexis Cárdenas |
| A mis hermanos            | Aquiles Báez, Trío                      |
| Encantado                 | Aquiles Báez                            |
| San Miguel                | Aquiles Báez, Trío ft. Betsayda Machado |
| Cielo de Diciembre        | Aquiles Báez con la Sra Parra Anda      |